# Daniele Patumi
Daniele Patumi (* 1956 in Umbrien) ist ein italienischer Kontrabassist des Modern Jazz und der europäischen Kunstmusik.
Patumi studierte bis 1979 an der Musikakademie Perugia, trat aber bereits 1978 bei der europäischen Erstaufführung von Ernst Kreneks Duo für Flöte, Kontrabass und Tonband auf der Musikwoche Siena hervor. Er gab Solokonzerte bei den Festivals von Bozen, Umbrien, Luzern, Willisau und Cesena und arbeitete mit Symphonie- und Kammerorchestern. 1984 war er an der Aufführung der Oper „I Delfini della Montagna“ von Paolo Liberati beteiligt. Er gehört von der Gründung 1989 bis 2003 zur Gruppe „Pago Libre“ und ist auch an anderen Projekten von John Wolf Brennan beteiligt. Auch ist er Mitglied von Roberto Laneris Ensemble „Memory“ und Umberto Petrins „WirrWarr“. Weiterhin ist er Mitglied des „Sud Ensemble“ von Pino Minafra. Er gehörte mit Gianluigi Trovesi, Tiziano Tononi und Herb Robertson zum Ensemble „Nexus“. Patumi tourte auch mit Burhan Öçal, Alex Cline, Gabriele Hasler, Corin Curschellas, Steve Argüelles, Bernd Konrad, Lindsay L. Cooper, Robert Dick, dem Italian Instabile Orchestra und Brigitte Schär.

## Diskographische Hinweise
- Ten Zen Ten Ces (1992, Duo mit John Wolf Brennan)
- Pago Libre: Cinémagique (1999, mit Brennan, Arkady Shilkloper, Tscho Theissing)

## Lexigraphische Einträge
- Martin Kunzler: Jazz-Lexikon. Band 2: M–Z (= rororo-Sachbuch. Bd. 16513). 2. Auflage. Rowohlt, Reinbek bei Hamburg 2004, ISBN 3-499-16513-9.